# No Doubt About It
«No Doubt About It» — песня шведской группы ABBA, записанная для их девятого студийного альбома Voyage 5 ноября 2021 года. Песня была написана и спродюсирована Бенни Андерссоном и Бьерном Ульвеусом. 11 февраля 2022 года песня была выпущена пятым синглом с помощью Итальянского радио в поддержку альбома.

## О песне
Несмотря на неоднозначную лирику, песня о скандалистке, признающей склочность своего характера, звучит весьма оптимистично. Музыкальные эксперты встретили «No Doubt About It» с энтузиазмом. Даррен Стайлз в заметке для Attitude назвал трек «спящим хитом альбома», а Бен Кардью из Pitchfork включил его наряду с «Keep an Eye on Dan» и «Don’t Shut Me Down» в число лучших поп-мелодий года, «расплывчато непредсказуемых, но совершенно очевидных, после первого же прослушивания». «Все они, — считает Кардью, — фантастически скомпонованы, с крючками, сложенными поверх груды крючков, аккуратно аранжированных в ложе необычных музыкальных решений». Характерен и отзыв Пола Синклера из Super Deluxe Edition: «Это шумный, динамичный номер с хлопками в ладоши, мощным басом, резким вокалом и мелодией. „No Doubt About It“ очень увлекательна и начинается с сильного и запоминающегося припева перед тем, как перейти к столь же хорошему куплету и блестящему предварительному припеву».

## Музыкальное видео
Лирик-видео на песню было опубликовано на официальном канале ABBA на YouTube 5 ноября 2021 года. Он был поставлен режиссёром Майком Андерсоном и спродюсирован Ником Барреттом из продюсерской компании Able.

## Чарты
| Чарт (2022) | Высшая позиция |
| ----------- | -------------- |

## История релиза
| Регион | Дата            | Формат       | Лейбл     | Ист.  |
| ------ | --------------- | ------------ | --------- | ----- |
| Италия | 11 февраля 2022 | Радиоротация | Universal | [ 7 ] |